# Earcomberto de Kent
Earcomberto de Kent (en inglés, Eorcenberht of Kent) (muerto el 14 de julio de 664) fue rey de Kent desde el año 640 hasta su muerte y sucedió en el trono a su padre Eadbaldo.
La leyenda de Mildrith sugiere que podría tratarse del hijo más joven de Eadbaldo, y que Eormenredo, su hermano mayor, fue soslayado en la sucesión. Otra posibilidad, sin embargo, es que reinase conjuntamente.
Según Beda, Earcomberto fue el primer rey en Britania que ordenó la destrucción de los ídolos paganos y que se respetase la Cuaresma. Se ha sugerido que dichas órdenes pudieran haberse plasmado por escrito de forma oficial, siguiendo con la tradición de los códigos de leyes de Kent iniciadas por Ethelberto de Kent, pero si ese hubiese sido el caso lo cierto es que el texto no ha sobrevivido.
Tras la muerte de Honorio, arzobispo de Canterbury, Earcomberto nombró al primer arzobispo sajón, Deusdedit, en 655.
Earcomberto se casó con Sexburga de Ely, hija del rey Anna de Anglia Oriental. Tuvieron dos hijos, Egberto y Hlothhere, que se convirtieron de forma consecutiva en reyes de Kent, y dos hijas llamadas Eorcengota y Ermenegilda, que dedicaron su vida a la Iglesia (la primera de ellas como monja, y la segunda, como abadesa) y fueron canonizadas póstumamente.